# Skiroll

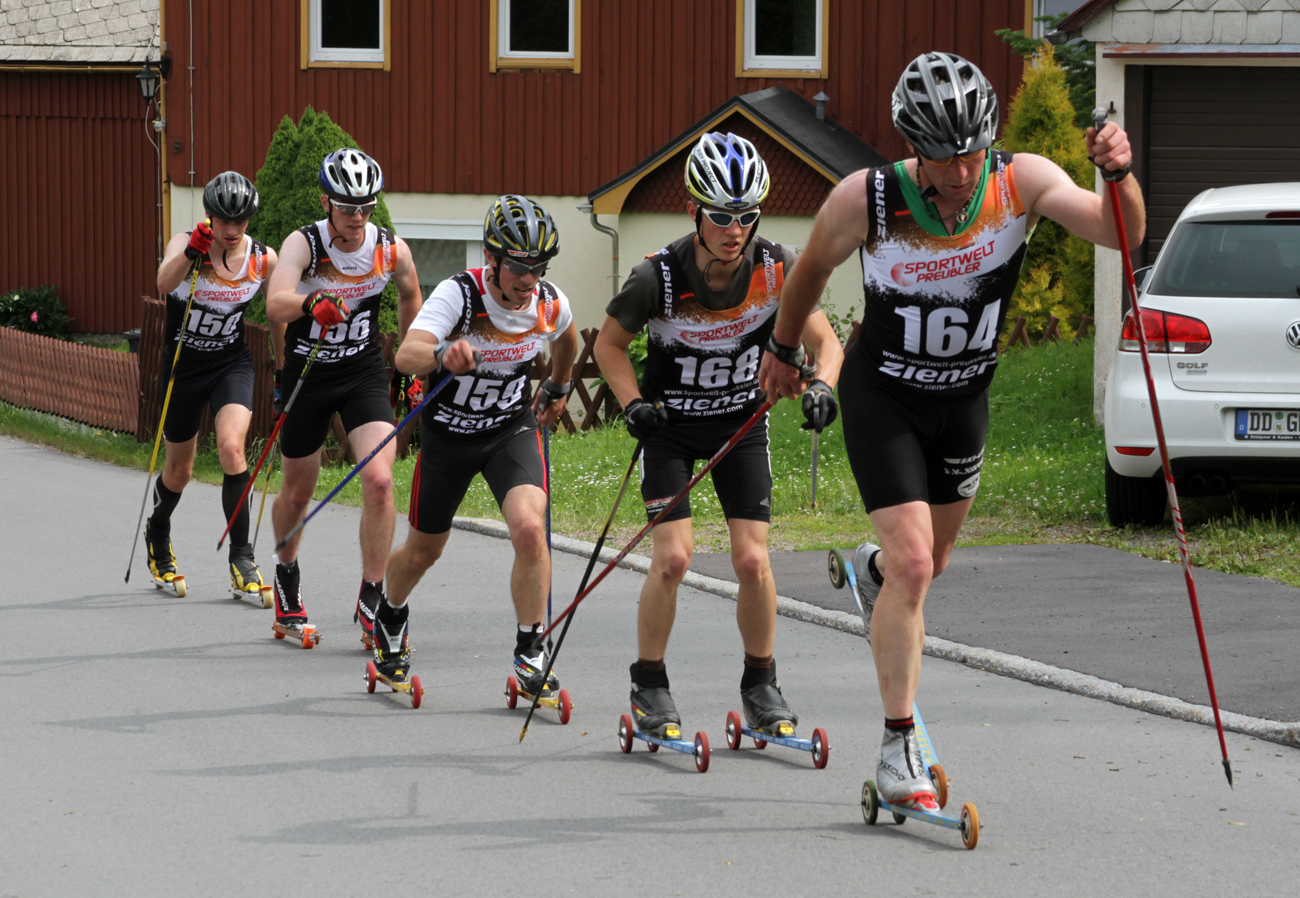
Skiroll

El skiroll o esquí sobre ruedas es una disciplina similar al esquí de fondo o nórdico, nacida en su origen como sistema de entrenamiento para los atletas de fondo, los cuales necesitaban entrenarse durante el verano, estación en la que suele practicarse. Se adapta a cualquier carretera asfaltada.
El skiroll está compuesto de dos tablas de forma rectangular de madera ligera o de fibra de vidrio-carbono.
La longitud es de entre 53 y 70 cm. Los extremos de las tablas están provistas de ruedas con cobertura de goma o material plástico (entre los 2 y 7cm de anchura) montadas sobre cojinetes de bolas.
Los skiroll van dotados de enganches y de botas altas y rígidas sobre los costados.

## Las técnicas utilizadas
La técnica utilizada en esta disciplina es equivalente a la del esquí de fondo.
Existen dos tipos de técnicas: la "técnica clásica" y la técnica "paso de patinaje o skating". 
La "técnica clásica" copia la marcha y se ejecuta llevando hacia delante la pierna y el brazo opuesto. Es un estilo simple y por lo tanto puede ser practicado por cualquiera. Los pasos más comunes y utilizados en la técnica clásica son:
- el paso alternado

- el paso empuje

- el deslizamiento empuje

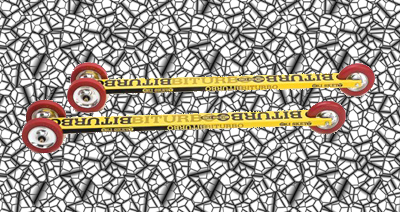
skiroll utilizados para la técnica clásica

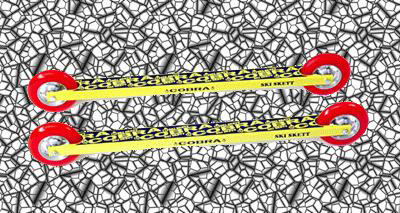
skiroll utilizados para la técnica patinaje o skating

En esta técnica se utilizan normalmente skiroll con una longitud de 7 cm dotados de 2 o 3 ruedas. Las ruedas tienen una anchura entre los 4 o 7 cm; si los skiroll están dotados de 2 ruedas, al llevar 3 ruedas tienen una anchura de 2 cm. Las ruedas anteriores deben tener incorporado un dispositivo para no retroceder, ya que es un estilo practicado en caminos con inclinación.
El paso de "patinaje o skating", es un estilo que puede ser practicado por los deportistas más entrenados. Esta técnica consiste en el deslizamiento hacia delante de un skiroll utilizando el empuje proporcionado por el otro esquí. Los pasos más utilizados y comunes son:
- el paso en bajada

- eL paso en subida

- el paso en plano o largo

- el paso doble

En esta técnica se utilizan skiroll con dos ruedas y con una longitud entre 5,30 y 6 cm. Los skiroll de competición llevan ruedas con un diámetro de 1 cm y se puede elegir el tipo de goma-material con la cual competir(para el asfalto seco, rudo y mojado se utiliza una goma más blanda).

## Historia
Los primeros modelos de skiroll se construyeron hacia mediados de los años 30 del siglo XX. El skiroll comenzó a utilizarse como medio de desplazamiento en los países nórdicos, mientras en Italia comenzó a ser practicado por los deportistas del equipo nacional de esquí de fondo.
En el año 1975 se desarrolló la actividad deportiva, con las primeras competiciones realizadas en Italia, precisamente en Asiago y Sandrigo.
En el año 1979 nace la primera y actual Federación Italiana de Skiroll, con la cual organiza y regulariza las competiciones, campeonatos italianos y también la famosa “Copa Italia”. Las competiciones de subdividen por las diferentes técnicas y maneras: en subida, en plano, en sprint o relevo.
En los primeros años de la historia agonística se utilizaban, tanto en la técnica clásica como en la skating, skiroll con tres ruedas, cuyo diámetro era de 1cm.
En un segundo momento, con el desarrollo de la técnica skating, se realizaron las primeras tablas con una longitud de 7 cm y éstas dotadas de dos ruedas.
Actualmente la práctica de los skiroll está muy difundida, en cuanto es un deporte completo. Su práctica empeña tanto las articulaciones inferiores como las superiores. Puede ser practicado por los fondistas con objetivos agonísticos, por los atletas para completar sus diversas disciplinas deportivas y por los deposrtistas en general con el objetivo de adquirir y mantener su forma física.
A nivel internacional se ejecuta cada año la Copa Mundial por los diferentes países de Europa y desde el año 2000 se ejecuta cada dos años el FIS Rollerski World Championships.